# Monument aux morts de l'île du Souvenir
Le monument aux morts de l'île du Souvenir est un monument aux morts dédié aux victimes de la Première Guerre mondiale situé sur l'île du Souvenir (ou île-aux-Cygnes), dans le parc de la Tête-d'Or, à Lyon, en France.
Il a été conçu par l'architecte Tony Garnier. Les sculpteurs Jean-Baptiste Larrivé (cénotaphe), Louis Bertola (bas-reliefs du Départ et de La Guerre) et Claude Grange (bas-reliefs de La Paix et de La Victoire) ont également participé à l'ouvrage.

## Histoire

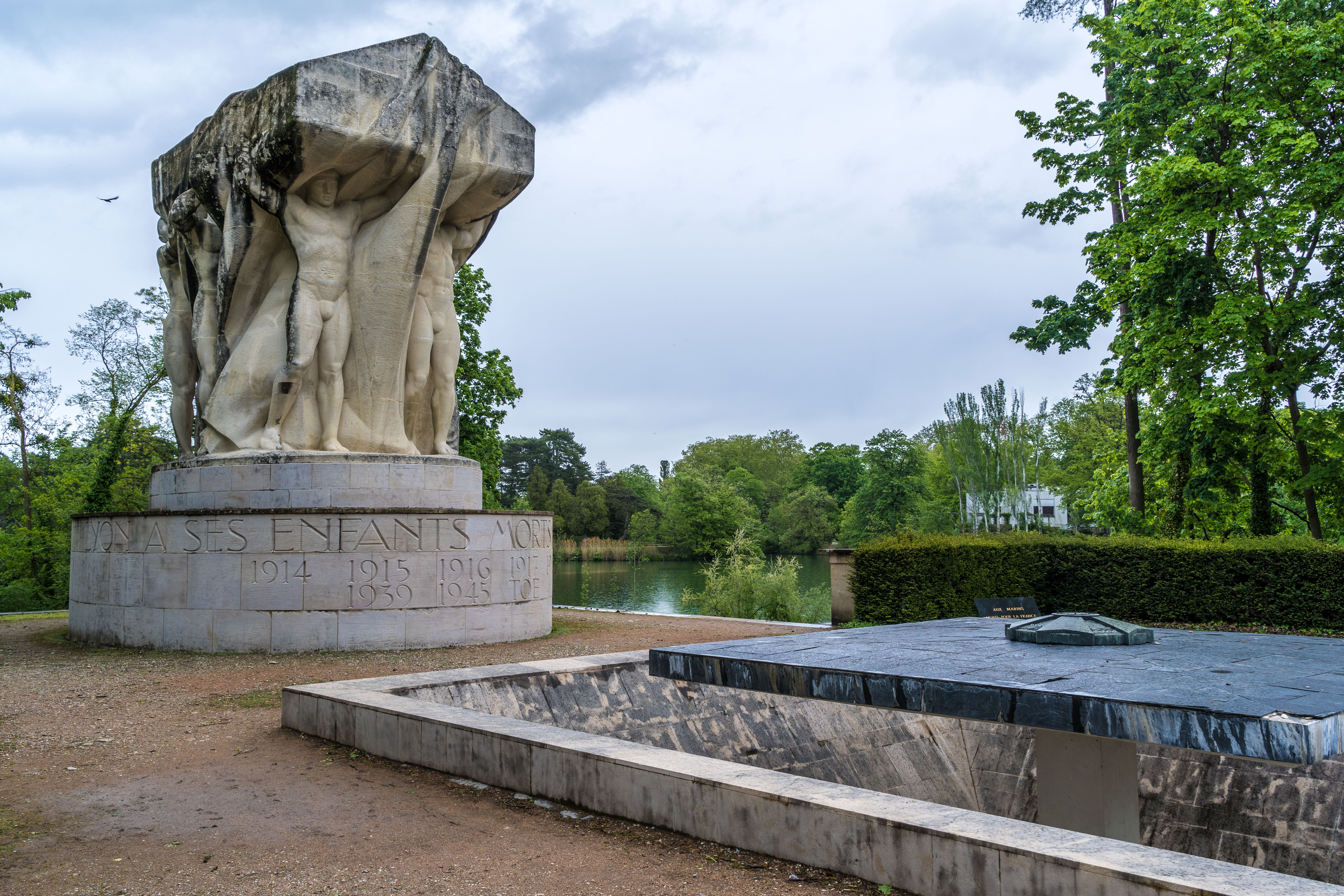
Cénotaphe de Jean-Baptiste et Auguste Larrivé

La ville de Lyon lance un concours en décembre 1920 pour construire un nouveau monument aux morts. Un premier tour sélectionne dix projets, dont cinq sont proposés par Tony Garnier. Au second tour, il l'emporte avec le projet nommé « Athéna », qui propose un immense temple à double colonnade sur la colline de La Croix-Rousse. Cette réalisation coûtant trop cher est abandonnée. C'est le projet « Philae », dessiné en partenariat avec Jean-Baptiste Larrivé, qui est alors choisi.
L'ensemble est remanié plusieurs fois : un groupe initial de six colonnes, avec chacune une statue à leur sommet, est remplacé en 1922 par deux fûts cannelés sortant des eaux, qui seront à leur tour abandonnés. De même, le projet prévoyait un mur d'enceinte présentant une frise, surmonté de colonnettes portant une guirlande végétale, ainsi que des escaliers à l'arrière du cénotaphe, ces éléments trop ambitieux n'ont pas été construits.
Tony Garnier travaille avec les sculpteurs Jean-Baptiste Larrivé pour le cénotaphe, et les sculpteurs Louis Bertola et Claude Grange pour les bas-reliefs. 
La première pierre est posée le 10 décembre 1922. Après 7 ans de travaux, le monument est inauguré le 5 octobre 1930.
L'île elle-même est créée et aménagée entre 1924 et 1930.

## Description
Le projet est inspiré de L'Île des morts, du peintre Arnold Böcklin. Il est constitué d'une pièce principale, un cénotaphe représentant six porteurs d'une dalle funéraire enveloppée d'un linceul. 
Sur les murs inférieurs sont gravés des noms en hommage aux 10 600 Lyonnais morts au combat pour la France lors de la Première Guerre mondiale. 
À la suite du décès du sculpteur Jean-Baptiste Larrivé, c’est son frère Auguste Larrivé qui termine son œuvre.
Quatre bas-reliefs ont été réalisés par Louis Bertola (Le Départ et La Guerre) et Claude Grange (La Paix et La Victoire). Ce monument est construit avec des blocs issus des deux carrières de Cruchaud (Buxy) et du Goulot (Montagny-lès-Buxy).

## Protection

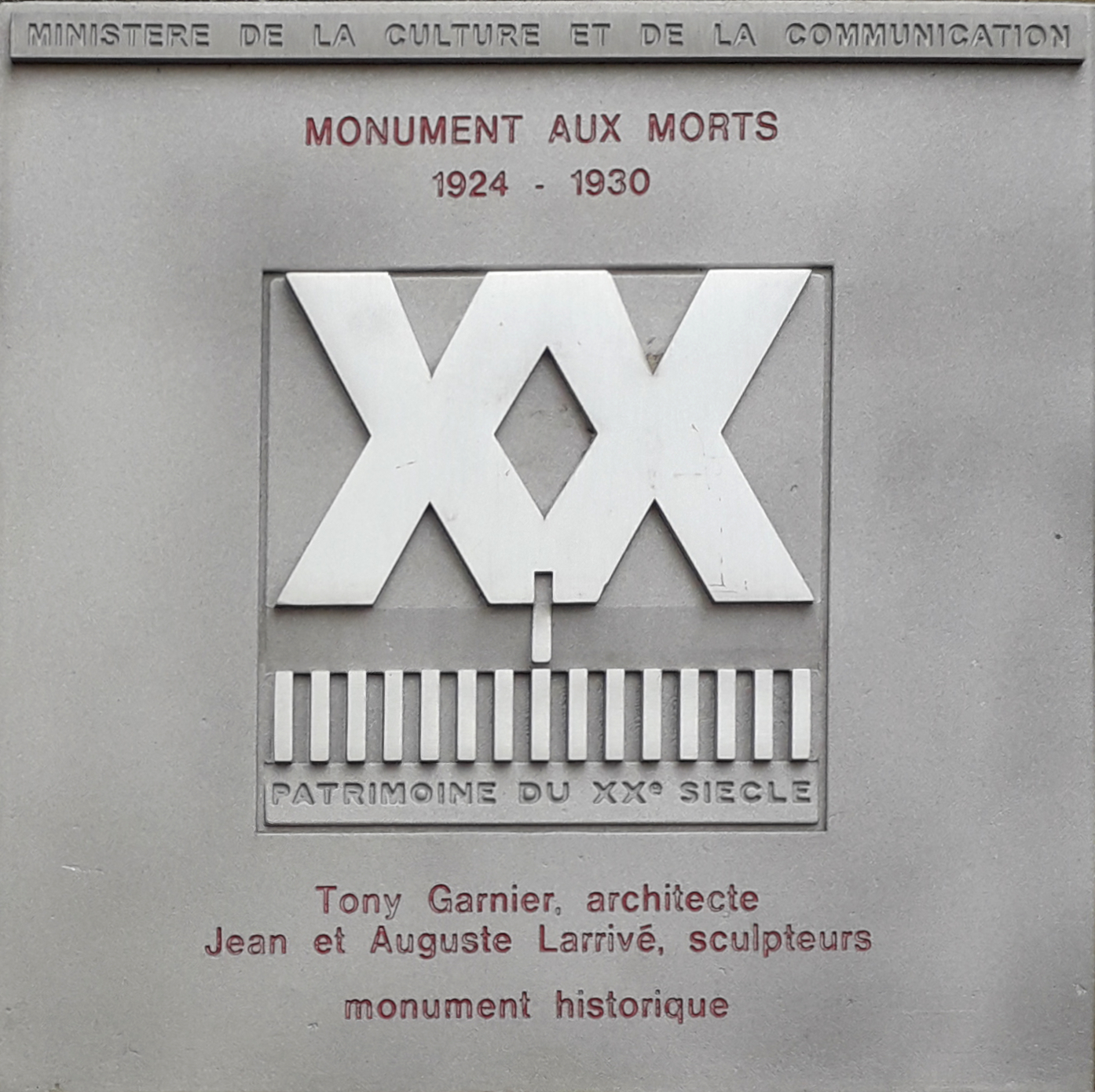
Plaque Patrimoine XXe siècle.

L'édifice fait l'objet d'une inscription aux monuments historiques depuis le 4 novembre 1982 dans un ensemble relatif au parc de la Tête-d'Or comprenant outre le monument aux morts :
- la grille à l'entrée principale avec ses piliers (porte des Enfants du Rhône, place du Général-Leclerc) ;
- la grille ou porte Montgolfier (avenue Verguin) ;
- la serre des Camélias et la serre des Pandanus.

Depuis le 10 mars 2003, l'édifice est labellisé «Patrimoine du XXe siècle». Une plaque marquant ce label est apposée à proximité depuis novembre 2004.

## Rénovation
En 2013, le monument est rénové et nettoyé ce qui permet la lecture des 10 600 noms inscrits sur cénotaphe (ce qui n'était plus possible),. L'île est fermée plusieurs années de suite; après une rénovation, elle ouvre au public début 2017.

## Galerie

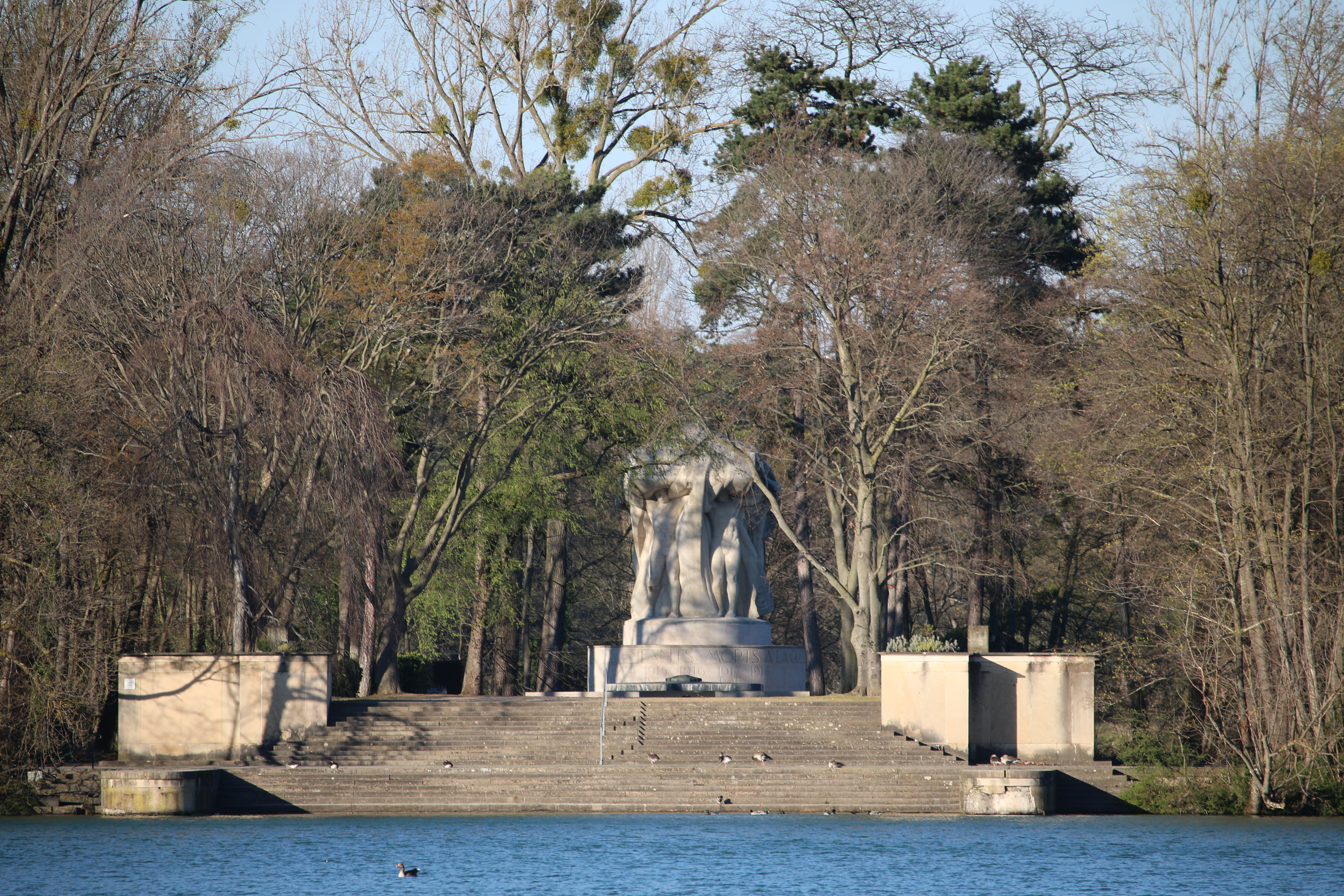
Île du Souvenir au Parc de la tête d'or.
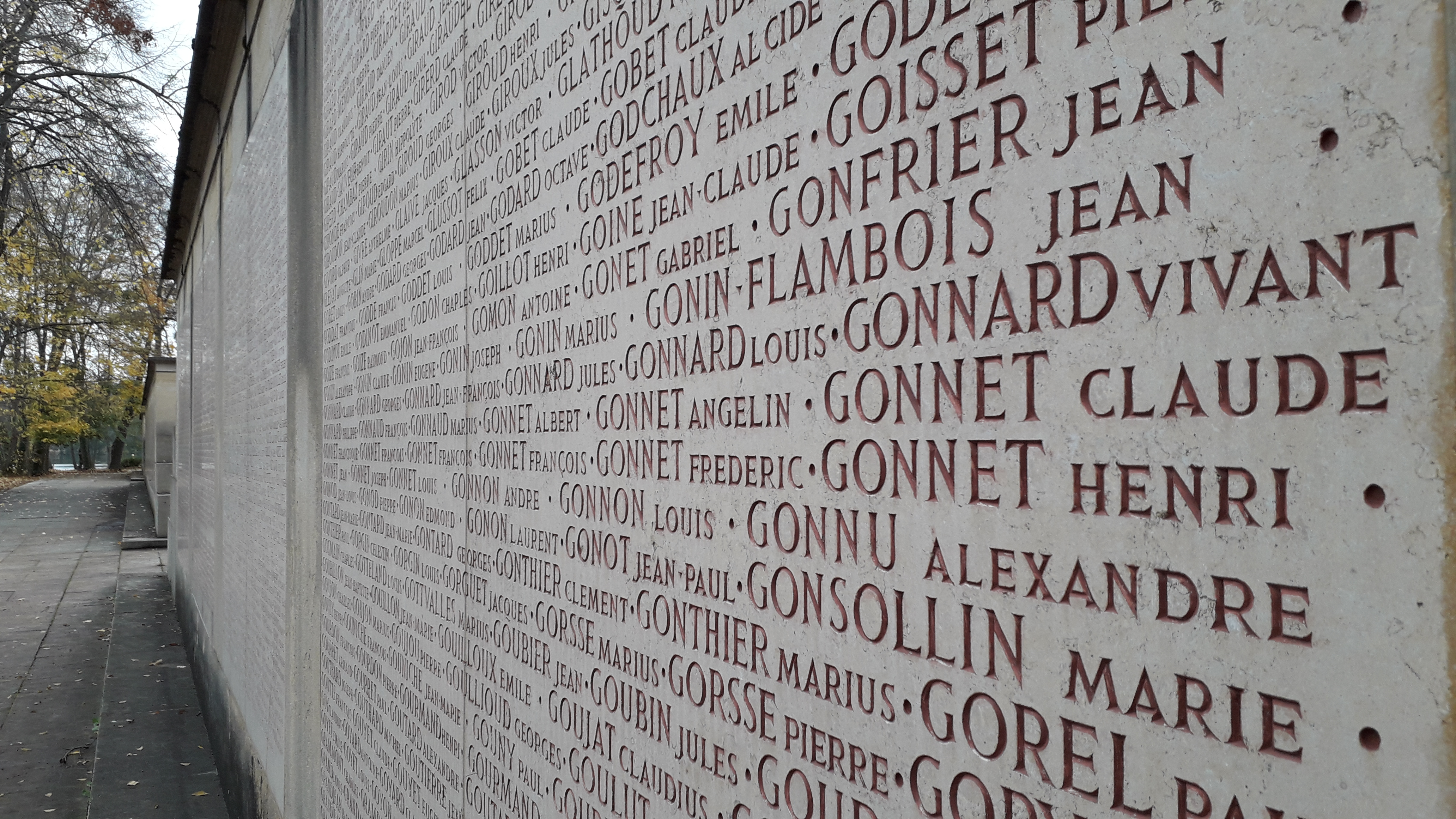
Cénotaphe avec le nom des 10600 Lyonnais morts à la guerre.
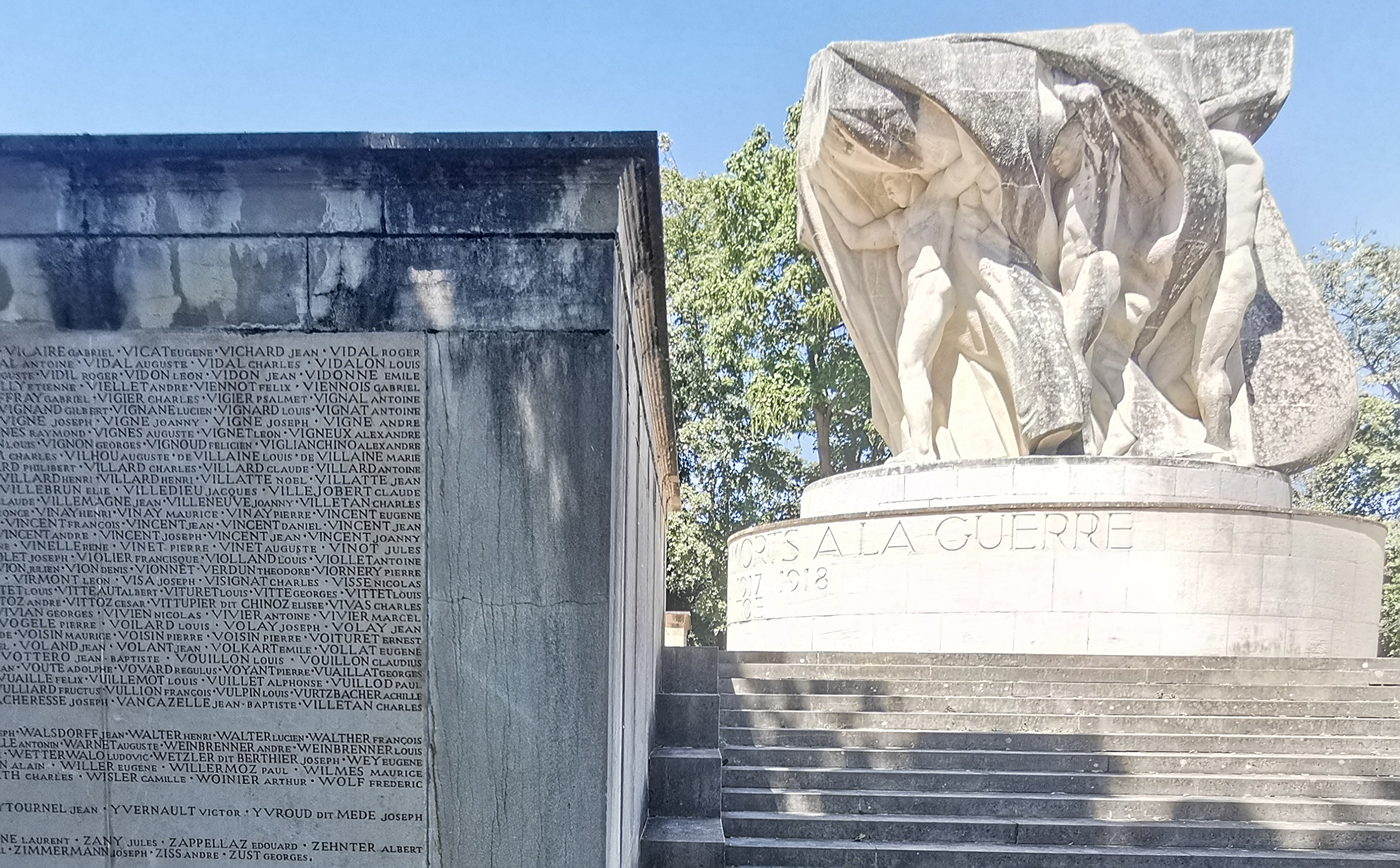
Les noms et les porteurs.
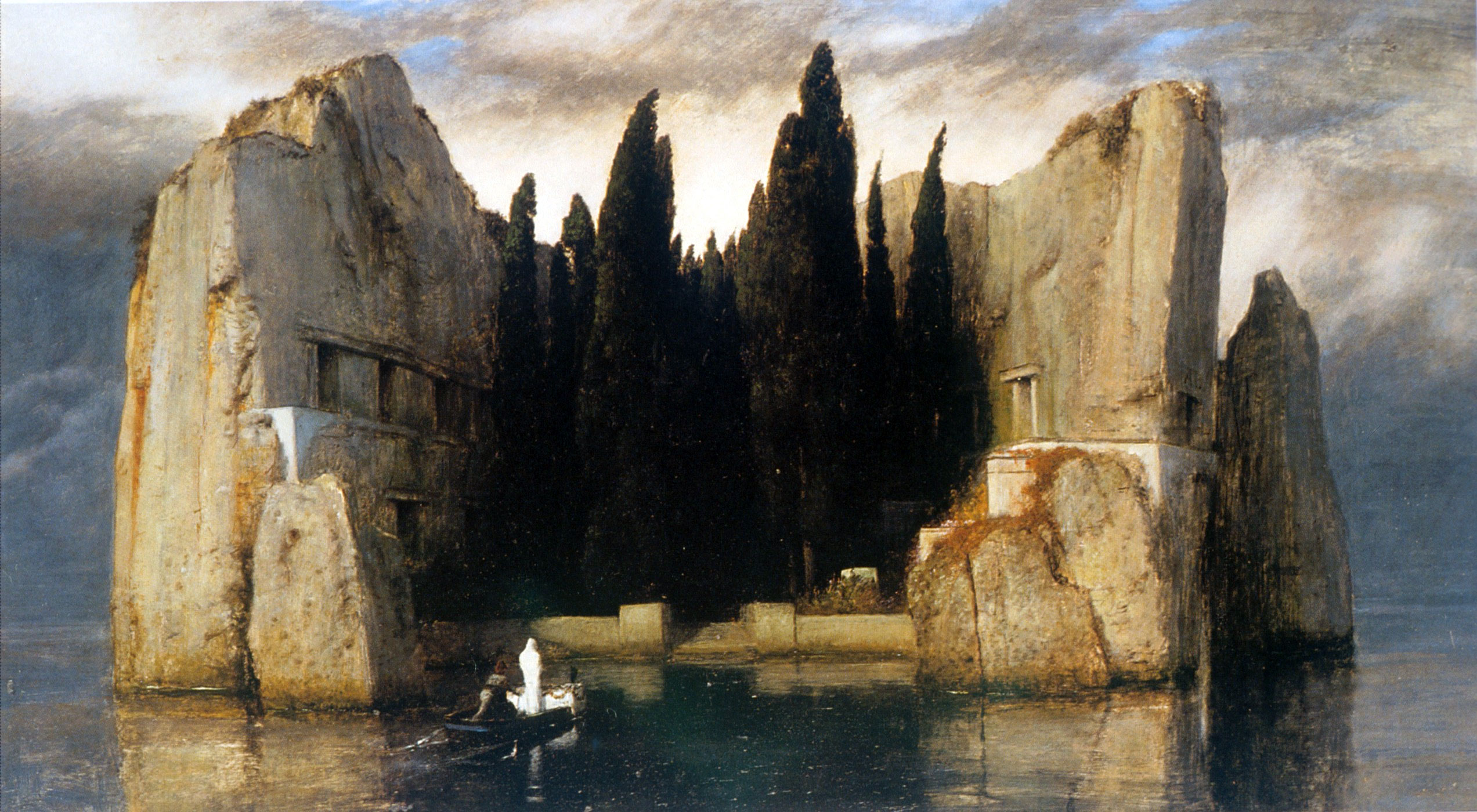
L'Île des morts, Arnold Böcklin, 1883, inspiration du projet.
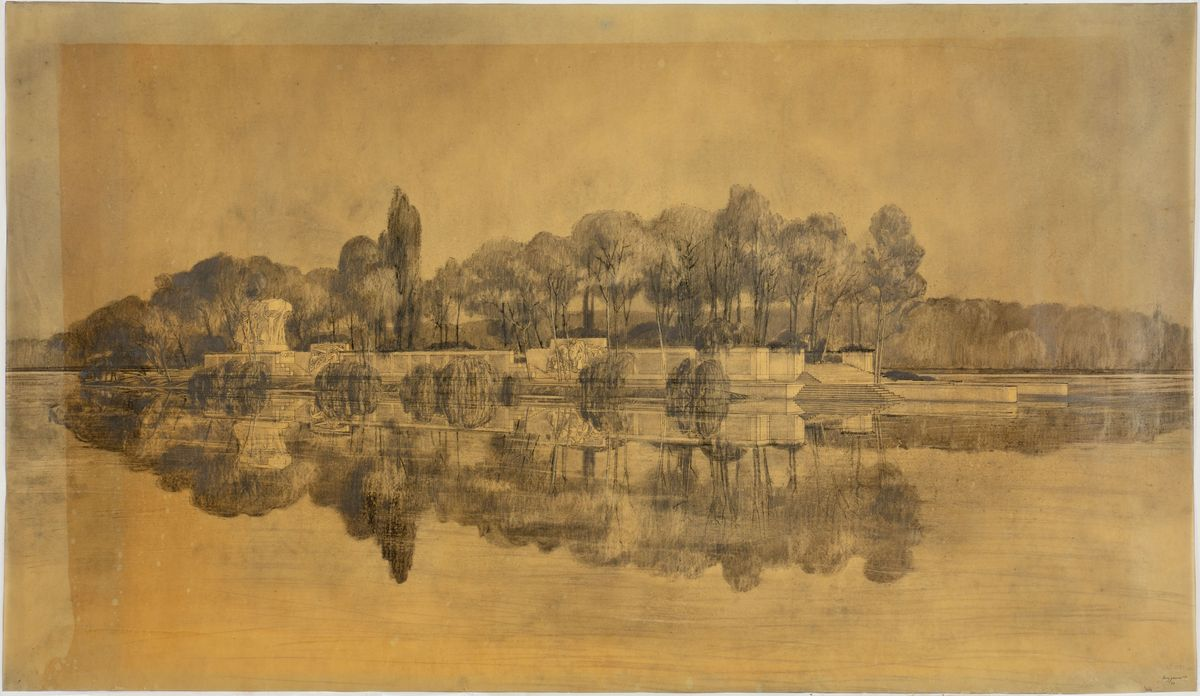
Dessin préparatoire de Tony Garnier (conservé au Musée des beaux-arts de Lyon).
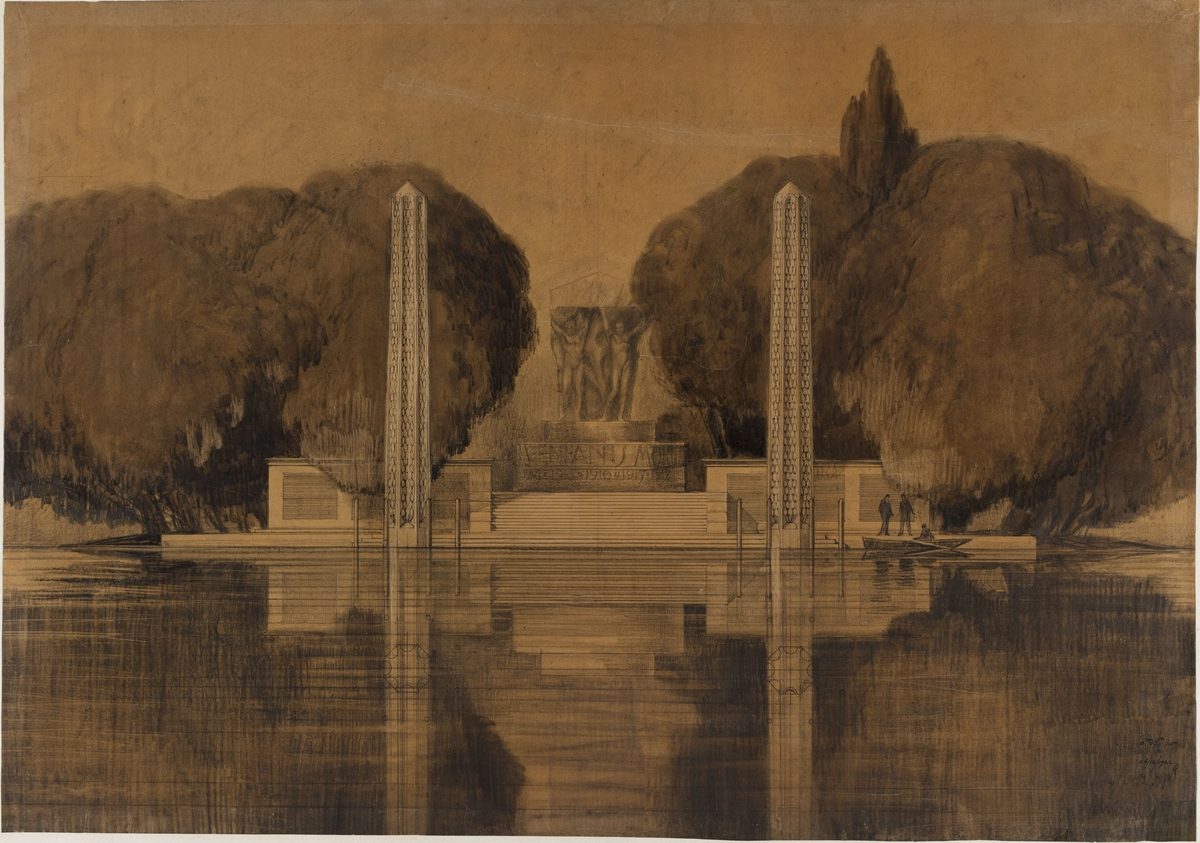
Dessin préparatoire de Tony Garnier (conservé au Musée des beaux-arts de Lyon).
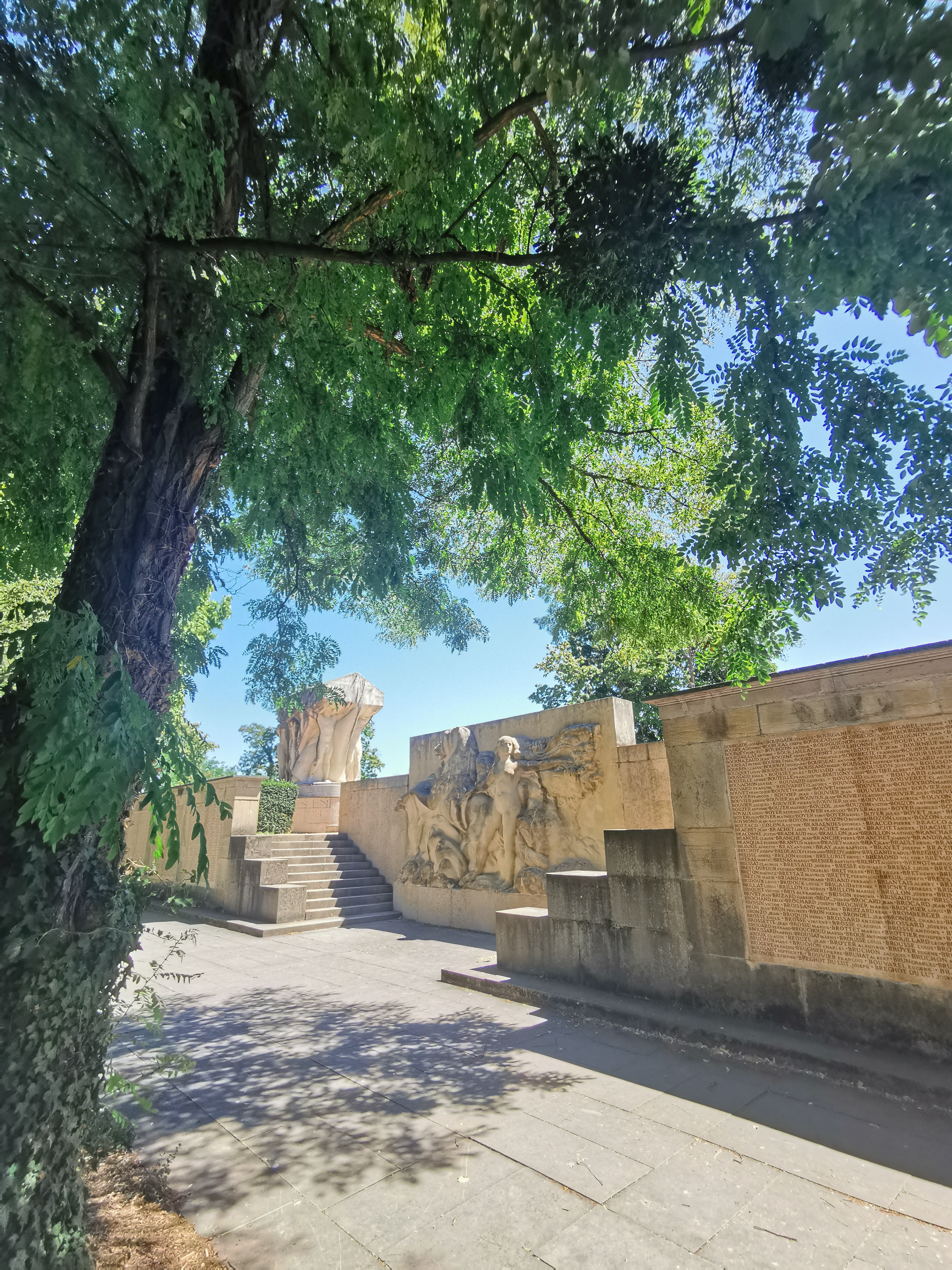
L'île-aux-Cygnes.
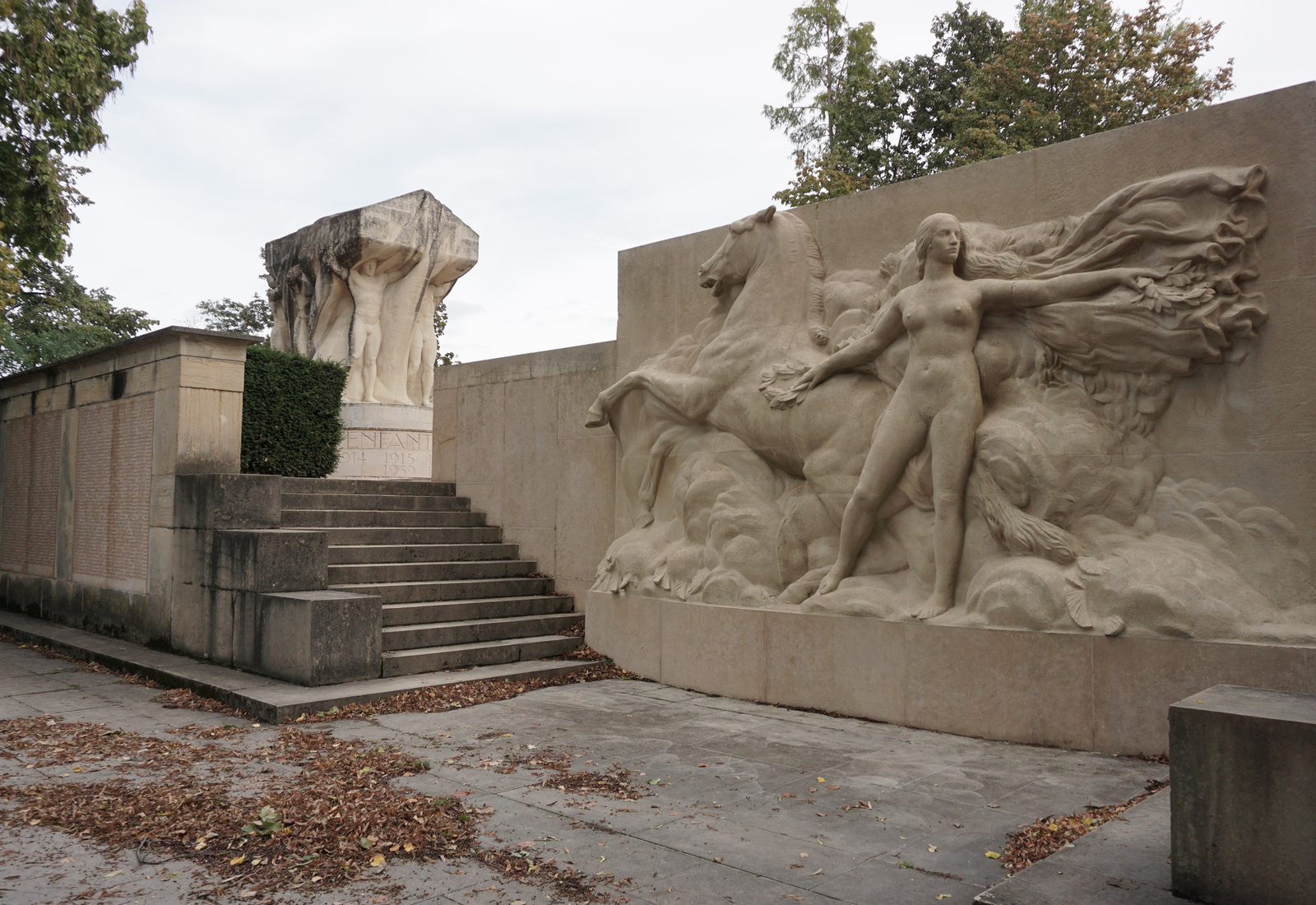
La Victoire de Claude Grange.
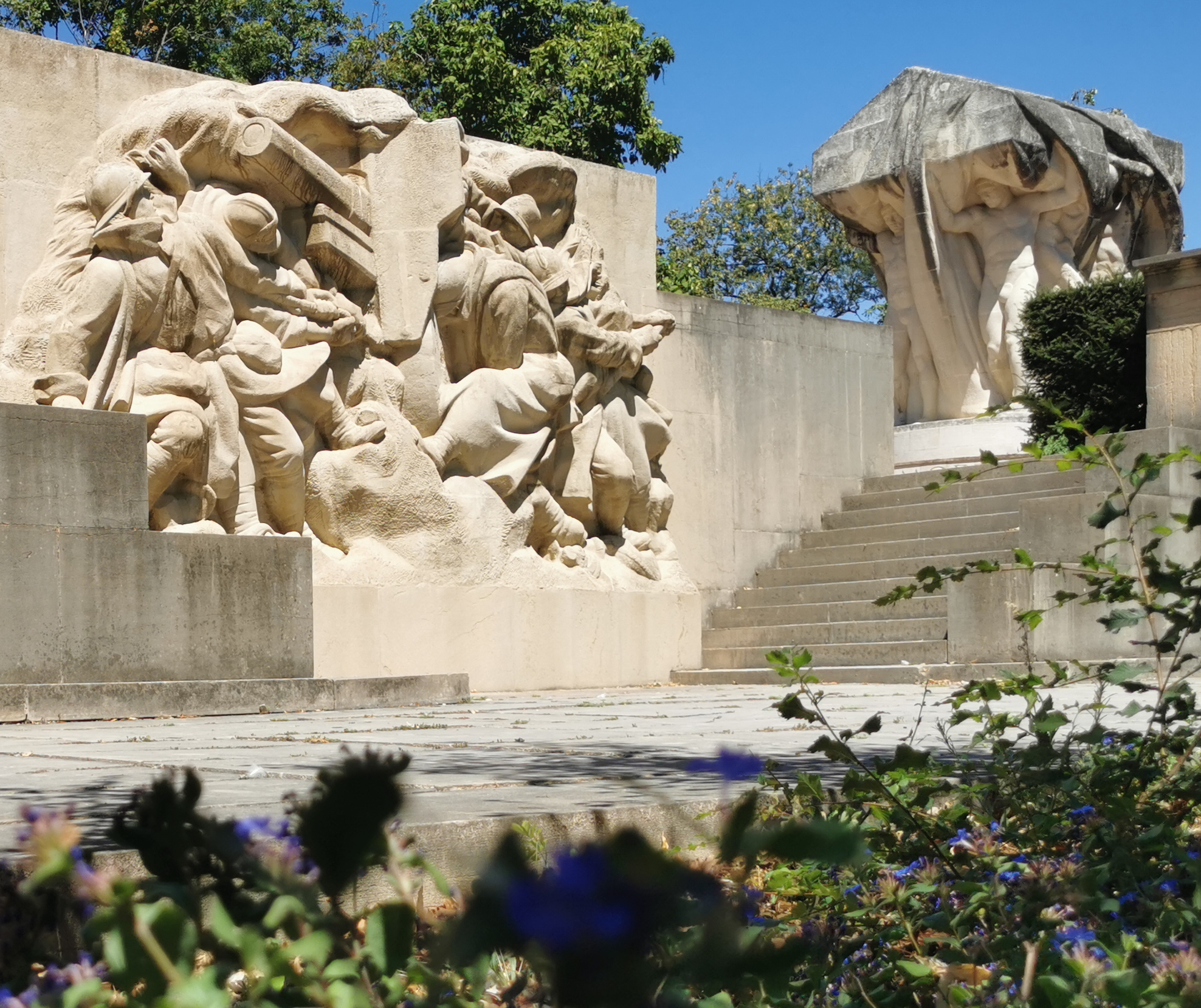
La guerre (Louis Bertola) et le cénotaphe (Jean-Baptiste Larrivé).